# جائزة خادم الحرمين الشريفين للمخترعين والموهوبين
جائزة خادم الحرمين الشريفين للمخترعين والموهوبين جائزة سعودية أنشئت بقرار مجلس الوزراء في 6-9-1431هـ، وسميت باسم ملك المملكة العربية السعودية، وهي لتشجيع وتقدير المخترعين والموهوبين المتميزين في المجالات العلمية، والتقنية والابتكارية، واستثمار طاقات أفراد المجتمع. وتمنح الجائزة لفئتين هما: المخترعين، والموهوبين. حيث تعطى للمتميزين من الذكور والإناث في المجالات العلمية والتقنية والإنتاج الفكري لكل من الفئتين. ويقع مقر الأمانة العامة للجائزة في مدينة الملك عبدالعزيز للعلوم والتقنية.
تمنح الجائزة لعشرة فائزين، بمكافأة إجمالية مليون ريال، على أن يكون حدها الأعلى 100 ألف ريال لكل فائز. حصل على الجائزة في نسختها الأولى للعام 1433-1434هـ/2012م، ستة فائزين، من بينهم اثنين حققوا الفوز في فئة المخترعين والموهوبين، وهما الدكتورة إيمان بنت كامل الدقس، والمهندس صالح حسن الرويلي.
تعلن أسماء الفائزين بالجائزة عادةً في شهر ديسمبر من كل عام، على أن تكون مراسم تسليمها خلال 10 من تاريخ البدء في استقبال الترشيحات، حيث تستمر فترة استقبال الترشيحات مدة أربعة أشهر، وتبدأ أثناء هذه الفترة مرحلة الفحص والتصنيف والتحكيم، والتي تستمر إلى خمسة أشهر، ثم يتم الإعلان بعد ذلك بأربعة أشهر.

## تاريخ الجائزة

في 1431هـ، رفع معالي رئيس مدينة الملك عبد العزيز للعلوم والتقنية، بطلب استحداث جائزة باسم «جائزة خادم الحرمين الشريفين للمخترعين والموهوبين»، مدعومة بلائحة تنفيذية، وجاءت أبرز ملامحها كما يلي: 
- تهدف الجائزة إلى الإسهام في تطوير مجالات العلوم والتقنية في المملكة، وتشجيع وتقدير المخترعين والموهوبين، وتنمية روح الإبداع والابتكار والاختراع.
- تُمنح للمتميزين من الذكور والإناث في المجالات العلمية والتقنية والإنتاج الفكري.
- قيمة الجائزة مليون ريال تُمنح لعشرة فائزين، ويكون الحد الأعلى لكل فائز مائة ألف ريال.

ثم جاءت موافقة مجلس الوزراء في نفس العام على إنشاء الجائزة.

## الفائزون في النسخة الأولى
| م | الاسم                                   | الاختراع                                                              |
| - | --------------------------------------- | --------------------------------------------------------------------- |
| 1 | الدكتورة/ إيمان بنت كامل بن سلامة الدقس | منتج حيوي للقضاء على البكتيريا العنقودية الذهبية                      |
| 2 | الدكتور/ باسم بن يوسف عبد الوهاب شيخ    | حامل للمنظار العصبي                                                   |
| 3 | الدكتور/ خالد بن سعد علي أبو الخبر      | طريقة إنتاج البروتینات عن طريق إنشاء أحماض نووية طولیة من غیر استنساخ |
| 4 | المهندس/ صالح بن بديوي حسن الرويلي      | أداة لتقويم التكوينات الباطنية للأرض بصورة أكثر دقة                   |
| 5 | الدكتور/ ماجد بن معلا حسن الحازمي       | مثبط حراري لطوب البناء المفرغ                                         |
| 6 | الأستاذ/ محسن بن جبران أحمد حسين        | مكبس آلي لإنتاج منتجات إسمنتية بضغط الهيدروليك                        |

| م | الاسم                                   | الانجاز                                                              |
| - | --------------------------------------- | -------------------------------------------------------------------- |
| 1 | الدكتورة/ إيمان بنت كامل بن سلامة الدقس | عن نفس اختراعها "منتج حيوي للقضاء على البكتيريا العنقودية الذهبية"   |
| 2 | المهندس/ صالح بن بديوي حسن الرويلي      | عن نفس اختراعه "أداة لتقويم التكوينات الباطنية للأرض بصورة أكثر دقة" |

## الفائزون في النسخة الثانية
| م | الاسم                                                             | الاختراع |
| - | ----------------------------------------------------------------- | --- |
| 1 | الدكتور/ سعيد بن محمد بن صالح الزهراني الدكتور/ إيناس معين الناشف | عن اختراعهما المسمى عملية تدمير غازات الكبريت وخردل النيتروجين واللويزيت ومثيلاتها/نظائرها في المذيبات منخفضة الإنصهار في مجال تقنية المواد المتقدمة |
| 2 | الدكتور/ سعيد بن محمد بن حسن آل مبارك                             | عن اختراعه في مجال تقنية البترول والغاز المسمى صمام جوفي مانع لتدفق الموائع بين الطبقات                                                              |
| 3 | الدكتور/ سعد بن عبد الله بن محمد الجليل                           | عن اختراعه في مجال تقنية المياه المسمى طريقة عمل مادة مازة مركبة من مواد طبيعية                                                                      |

| م | الاسم                                        | الانجاز                                                |
| - | -------------------------------------------- | ------------------------------------------------------ |
| 1 | الدكتورة/ فاتن بنت عبد الرحمن بن فؤاد خورشيد | عن انجازاتها واسهاماتها في مجال التقنية الطبية والصحية |
| 2 | الأستاذة/ نهى بنت طلال بن إبراهيم زيلعي      | عن انجازاتها واسهاماتها في مجال التقنية الطبية والصحية |
| 3 | الدكتور/ محمد بن محروس بن أحمد آل محروس      | عن انجازاته واسهاماته في مجال التقنية الطبية والصحية   |

## الفائزون في النسخة الثالثة
| م | الاسم                                      | الاختراع                                                                                                  |
| - | ------------------------------------------ | --- |
| 1 | الدكتور/ منير بن محمود إبراهيم الدسوقي     | عن اختراعه في مجال الهندسة الكهربائية المسمى "التصوير عن طريق التكامل الزمني"                             |
| 2 | الدكتور/ علي بن عبد رب الرسول محمد آل حمزه | عن اختراعه في مجال المياه المسمى "بوليمرات مزيلة للترسب"                                                  |
| 3 | الدكتور/ فارس بن دباس عبد الرحمن السويلم   | عن اختراعه في مجال البوليمرات-المواد البلاستيكية المسمى "عملية لتحضير مواد عزل حراري من نفايات البلاستيك" |
| 4 | الدكتور/ وليد بن فهد ناصر اللافي           | عن اختراعه في مجال العلوم والتقنية المسمى "جهاز اختبار وطريقة قياس لتحديد طول الألياف وغيره"              |
| 5 | الدكتور/ علي بن سعد علي الغامدي            | |
| 6 | الدكتور/ عبد الله بن محمد احمد عسيري       | |
| 6 | الدكتورة/ خديجة بنت محمد خلف الزائدي       | |

| م | الاسم                                          | الانجاز                                                 |
| - | ---------------------------------------------- | ------------------------------------------------------- |
| 1 | الدكتور/ محمد بن مناع خليل القطان              | عن إنجازاته وإسهاماته في مجال العلوم الطبية والصيدلانية |
| 2 | الدكتور/ عبد الله بن محمد عبد الله الحمدان     | عن إنجازاته وإسهاماته في مجال العلوم الهندسية           |
| 3 | الدكتور/ عبد الرحمن بن محمد عبد الرحمن الحزيمي | عن إنجازاته وإسهاماته في مجال العلوم الهندسية           |

## الفائزون في النسخة الرابعة
| م | الاسم |
| - | --- |
| 1 | رئيسي/ د. محمود باهي محمود نورالدين مشارك/ مانع محمد عبد الله العويض مشارك/ عبد العزيز محمد عبد الله النتيفي مشارك/ فيصل فهد عبد الرحمن الموسى |
| 2 | رئيسي/ د. علي عبد الله اليوسف مشارك/ صلاح حمد الصالح مشارك/ د. عبد العزيز عبيد الكعبي                                                          |
| 3 | رئيسي/ د. زين حسن يماني مشارك/ د. محمد ناسيروزامان شيخ                                                                                         |
| 4 | رئيسي/ د. عبد الله خلف الهويش |

| م | الاسم                                   |
| - | --------------------------------------- |
| 1 | ود بنت سالم محمد با طرفي                |
| 2 | خلود بنت محمد علي العباسي               |
| 3 | ريناد بنت يحى بن عابد بن سالم أبوالجمال |

| م | الاسم                                |
| - | ------------------------------------ |
| 1 | نوف بنت خالد بن حسن حماد             |
| 2 | شادن بنت نايف بن خلف الهمزاني الشمري |

| م | الاسم                           |
| - | ------------------------------- |
| 1 | د. ياسين بن محمد بن ياسين عرابي |

## الشروط العامة للتقديم على الجائزة لفئتي المخترعين والموهوبين
تشترط الجائزة أن يكون المتقدم سعودي الجنسية، أو مقيمًا في المملكة العربية السعودية عند تقديم الطلب، ويتم التقديم مباشرةً من قبل الأفراد من الجنسين، أو من خلال الأفراد والمؤسسات والهيئات العلمية المعتبرة التي تنطبق عليها معايير الاختيار المعتمدة، وذلك بعد استكمال كافة البيانات في نموذج التقديم على موقع الجائزة قبل نهاية الموعد المعلن عنه. كما تشترط أمانة الجائزة عدم تعارض الأعمال المقدمة للجائزة مع الشريعة الإسلامية والأنظمة السارية في المملكة العربية السعودية والذوق العام. وحددت الأمانة أن يكون الحد الأدنى لدرجة التقويم النهائية للطلب للدخول في المنافسة على الجائزة (70) سبعين درجة، ويتم استبعاد الاختراعات التي تقل درجة تقويمها النهائي عن الحد الأدنى.

### الشروط للمخترعين
- أن يكون الطلب مقدماً من المخترع نفسه، أو من أحد ورثته الشرعيين إذا كان متوفى، أو من أحد المشاركين إذا كان الاختراع مشتركاً بين أكثر من شخص مع وجوب أن يُرفق بالطلب الموافقات الخطية لجميع المشاركين والورثة على تقديم الاختراع للجائزة.
- أن يكون المتقدم للجائزة حاصلاً على براءة اختراع قبل تقديم الطلب.
- أن تكون براءة الاختراع المقدمة للجائزة صادرة من مكتب براءات اختراع حكومي يطبق منهج الفحص الموضوعي على البراءات الصادرة منه.
- أن يتوفر في الاختراع الإضافة المعرفية والتميز العلمي والتقني والنفع للوطن خاصة وللإنسانية عامة.
- أن يكون للمتقدم للجائزة كمنفرد من غير السعوديين إسهام في خدمة المملكة العربية السعودية.
- يجوز التقدم بأكثر من براءة اختراع على أن تكون كل براءة اختراع بطلب مستقل، ولا يجوز تقديم أكثر من براءة اختراع في الطلب الواحد إلا في حالة ارتباط أكثر من براءة بنفس المنتج (نفس عائلة الطلب).
- لايحق لمن يملك براءة اختراع وليست مسجلة باسمه كمخترع أو باسمه كفرد من مجموعة من المخترعين أن يتقدم للجائزة.
- أن لا تكون براءة الاختراع المقدمة للجائزة سبق تقديمها لهذه الجائزة في دورات سابقة.

### الشروط للموهوبين
- مراعاة الفئة العمرية للتقديم على الجائزة.
- أن يكون مقدم الطلب على قيد الحياة عند التقديم وأن يقوم بتقديم الطلب بنفسه، وفي حالة وفاة مقدم الطلب بعد التقديم، يقدم ورثته الشرعيين الموافقات الخطية منهم جميعاً على استمرار التقديم للجائزة.
- توفر اسهامات وانجازات للمتقدم غير السعودي في مجال الموهبة المعلن عنها داخل المملكة العربية السعودية مع مراعاة الفئة العمرية لذلك.
- تميز المتقدم للجائزة في مواضيع الجائزة المعلن عنها كالحصول على مركز متقدم أو جائزة متميزة في مسابقة محلية أو إقليمية أو عالمية أو اختيار المتقدم كشخص متميز من قبل جهات علمية متخصصة أو معتبرة في مواضيع الجائزة المعلن عنها.
- أن يُظهر سجل إنتاج وإنجازات وإسهامات المتقدم للجائزة تميز غير مسبوق في أدائه المهني والعلمي في نفس مواضيع الجائزة المعلن عنها.
- أن يشتمل سجل إنتاج وإنجازات وإسهامات المتقدم للجائزة على منتجات وأعمال ملموسة في مواضيع الجائزة المعلن عنها.
- يجوز لمن تقدم للجائزة في دورات سابقة ولم يفز بها أن يتقدم مرة أخرى إذا تضمن سجل انتاجه وإنجازاته وإسهاماته إضافات جديدة وقيمة.

## أعضاء مجلس الأمناء
| الاسم                                       | المنصب       | الجهة الوظيفية                                                     |
| ------------------------------------------- | ------------ | ------------------------------------------------------------------ |
| الأمير الدكتور تركي بن سعود بن محمد آل سعود | رئيس المجلس  | رئيس مدينة الملك عبدالعزيز للعلوم التقنية                          |
| الدكتور / سعود بن سعيد المتحمي              | نائبًا للرئيس | الأمين العام لمؤسسة الملك عبدالعزيز ورجاله للموهبة والإبداع        |
| الدكتور/ عبد الرحمن بن محمد البراك          | عضو          | ممثل وزارة التعليم                                                 |
| د. عبد الله بن إبراهيم بن عثمان             | عضو          | ممثل وزارة الإعلام                                                 |
| الدكتور/ راشد بن محمد الزهراني              | عضو          | ممثل المؤسسة العامة للتدريب التقني والمهني                         |
| الدكتور/ أحمد بن عبد القادر المهندس         | عضو          | رئيس جمعية المخترعين السعوديين، عضو هيئة التدريس بجامعة الملك سعود |
| د. خالد بن عبد الرحمن الدكان                | عضو          | وزارة الاقتصاد والتخطيط                                            |
| د. منير بن محمود الدسوقي                    | عضو          | مدينة الملك عبدالعزيز للعلوم والتقنية                              |
| د. بشير بن محمد دبوسي                       | عضو          | أرامكو السعودية                                                    |
| د. محمد بن حمد الكثيري                      | عضو          | الغرفة التجارية الصناعية بالرياض                                   |